# おもろい女 (曲)
『おもろい女』（おもろいおんな）は、2004年2月25日に発売された川中美幸のシングルである。

## 概要
- 第55回NHK紅白歌合戦出場曲。

## 収録曲
- 全曲作詞：吉岡治／作曲：弦哲也／編曲：前田俊明

1. おもろい女
2. おもろい女（オリジナル・カラオケ）
3. おもろい女（一般用メロ入りカラオケ）
4. 梓川
5. 梓川（オリジナル・カラオケ）